# Hydrobiosis silvicola
Hydrobiosis silvicola là một loài Trichoptera trong họ Hydrobiosidae. Chúng phân bố ở miền Australasia.